# Rorgenmoos
Rorgenmoos ist ein Gemeindeteil der Marktgemeinde Scheidegg im bayerisch-schwäbischen Landkreis Lindau (Bodensee).

## Geographie
Der Weiler liegt circa 1,5 Kilometer südlich des Hauptorts Scheidegg und zählt zur Region Westallgäu.

## Ortsname
Der Ortsname stammt vom mittelhochdeutschen Wort rorec, das für ein mit Rohr bestandenes Moos steht.

## Geschichte
Der Ort wurde erstmals 1561 mit Hans Forster im Rorgenmooß erwähnt. 1771 fand die Vereinödung des Orts mit vier Teilnehmern statt. Rorgenmoos gehörte einst der Herrschaft Altenburg an.